# Steve Coleman
Steve Coleman (ur. 20 września 1956 w Chicago) – amerykański saksofonista jazzowy, kompozytor i lider grupy muzycznej. Jego muzyka i idee miały silny wpływ na współczesny jazz. Był jednym z twórców tzw. ruchu M-Base.
Większość albumów Colemana jest dostępna legalnie do darmowego ściągnięcia na jego stronie internetowej.

## Dyskografia
- Motherland Pulse (1985)
- On the Edge of Tomorrow (1986)
- World Expansion (1986)
- Sine Die (1987)
- Rhythm People (1990)
- Black Science (1990)
- Rhythm In Mind (1991)
- Drop Kick (1992)
- The Tao of Mad Phat (1993)
- A Tale of 3 Cities (1994)
- Def Trance Beat (1994)
- Myths, Modes and Means (1995)
- The Way of the Cipher (1995)
- Curves of Life (1995)
- The Sign and The Seal (1996)
- Genesis (1997)
- The Opening of The Way (1997)
- The Sonic Language of Myth (1998)
- The Ascension To Light (1999)
- Resistance Is Futile (Double CD) (2001)
- Alternate Dimension Series I (2002) (darmowa płyta dostępna na stronie M-Base.org)
- On The Rising Of The 64 Paths (2002)
- Lucidarium (2003)
- Elements of One (DVD documentary on Steve Coleman) (2004)
- Weaving Symbolics (2006)